# Bran Mak Morn
Bran Mak Morn es un personaje ficticio de literatura épica creado por el escritor Robert E. Howard. Bran Mak Morn es un rey picto que organiza a su pueblo contra la invasión romana. 

## Trama argumental de las aventuras del personaje
Indignado por el trato cruel que los romanos reservan a su pueblo (asesinando niños, violando mujeres etc.) Bran Mak Morn lidera a su nación salvaje contra el invasor, aunque es consciente de que su pueblo está decayendo, dirigiéndose inevitablemente a la extinción. No obstante, lucha contra los romanos porque es lo que le parece ser correcto.

## Rigor histórico
La cultura de los pictos representada por Howard, si bien tiene algunas similitudes con la de los verdaderos pictos históricos, se asemeja mucho más a la de los nativos americanos y algunos estudiosos consideran que la historia de Bran Mak Morn se corresponde casi más a un western que a un relato de ficción histórica. No obstante, también tiene algunos referentes claramente britanos.

## Lista de relatos
La mayor parte de los relatos de Howard sobre Bran Mak Morn fue publicada por primera vez en la revista Weird Tales. Unos pocos fueron publicados póstumamente.
Nota: El orden de publicación no corresponde al orden en que los relatos fueron escritos.
1. Kings of the Night (publicado en Weird Tales, noviembre de 1930)
2. The Dark Man (publicado en Weird Tales, diciembre de 1931)
3. Worms of the Earth (publicado en Weird Tales, noviembre de 1932)
4. Men of the Shadows (publicado en Bran Mak Morn, Dell, 1969)
5. Bran Mak Morn (publicado en Bran Mak Morn: A Play & Others, Cryptic Publications, 1983, relato también conocido como Bran Mak Morn: A Play)
6. The Children of the Night

Poema de Bran Mak Morn
1. A Song of the Race (publicado en inglés como Bran Mak Morn, Dell, 1969)

Fragmentos de relatos inconclusos de Bran Mak Morn
1. Fragmento sin título (A grey sky arched over the dreary waste. ...)
2. Fragmento sin título (Men have had visions ere now. ...)

## Adaptaciones
Una película basada en este personaje se encuentra actualmente en producción.